# Utarp
Utarp er en kommune i Samtgemeinde Holtriem i Landkreis Wittmund, i den nordvestlige del af den tyske delstat Niedersachsen. I kommunen ligger ud over Utarp landsbyerne Narp og Schlei.